# (35224) 1995 BN1
1995 BN1 (asteroide 35224) é um asteroide da cintura principal. Possui uma excentricidade de 0.12502210 e uma inclinação de 2.39760º.
Este asteroide foi descoberto no dia 25 de janeiro de 1995 por Takao Kobayashi em Oizumi.